# قضيبية مفيدة ملتهمة متعدد الهيدروكسي بيوتيريك
قضيبية مفيدة ملتهمة متعدد الهيدروكسي بيوتيريك (الاسم العلمي: Diaphorobacter polyhydroxybutyrativorans) هي نوع من البكتيريا، سلبية الغرام، تتبع جنس قضيبية مفيدة.